# 南森町
南森町（日语：／）是大阪府大阪市北區的町名。現行行政地名為南森町一丁目與二丁目。郵遞區號為530-0054。

## 地理
位於北區東南部，為辦公商區，此外也聚集許多餐廳與居酒屋等餐飲店。南森町站可搭乘谷町線與堺筋線，大阪天滿宮站可搭乘JR東西線，鐵路交通便利。

### 廣域地名
廣義上的「南森町」是指大阪市營地下鐵南森町站周邊區域。自南森町站開業以來，一般所說的「南森町」多指以南森町站與南森町交差點為中心的區域。
廣義的「南森町」沒有明確範圍，大略包含了南森町1～2丁目，天神橋1～3丁目，西天滿3、5丁目，末廣町，野崎町，天神西町，天滿3～4丁目，東天滿1～2丁目，松枝町，紅梅町，與力町等。

## 歷史
位於大阪天滿宮（天滿天神）西北方，是江戶時代就已存在的地名，1978年以前的南森町北邊仍稱「北森町」。「森」是指天滿天神的社叢。自國道1號與天神橋西筋（現在的天神橋筋）路口開設大阪市電南森町車站以後就成為這一帶的廣域地名。

## 周邊設施
列舉廣域的南森町地區主要設施。
交通
- 大阪市營地下鐵南森町站
- JR西日本大阪天滿宮站
- 南森町交差點
  - 國道1號（曾根崎通（日语：曽根崎通））
  - 大阪府道14號大阪高槻京都線（日语：大阪府道・京都府道14号大阪高槻京都線）（天神橋筋，交差點北側）
  - 大阪府道102號惠美須南森町線（日语：大阪府道102号恵美須南森町線）（交差點南側）
- 阪神高速道路12號守口線南森町出入口

主要設施、商業設施
- 大阪天滿宮（天滿天神）
  - 梅香學院
- 堀川戎神社（日语：堀川戎神社）
- 天滿天神繁昌亭（日语：天満天神繁昌亭）
- FM802（日语：FM802）
- 天神橋筋商店街
- 光洋（日语：光洋 (スーパーマーケット)）南森町店

政府機關
- 大阪府浪速北府稅事務所
- 大阪市消防局（日语：大阪市消防局）北消防署、南森町出張所

郵局、金融機關
- 大阪天神橋郵便局
- 三井住友銀行南森町支店
- 里索那銀行南森町支店
- 三菱東京UFJ銀行天神橋支店、南森町出張所

主要企業、飯店
- 藤尾餐飲管理（日语：フジオフードシステム）本社
- 讀賣新聞大阪本社（日语：読売新聞大阪本社）
- HOTEL IL GRANDE梅田 （页面存档备份，存于）
- 梅田東興城市飯店
- 東橫INN南森町站西天滿

文教設施
- 大阪市立扇町總合高等學校（日语：大阪市立扇町総合高等学校）
- 大阪市立西天滿小學校（日语：大阪市立西天満小学校）
- 大阪市立堀川小學校（日语：大阪市立堀川小学校）
- AST關西經理專門學校
- 太成學院大學齒科衛生專門學校（日语：太成学院大学歯科衛生専門学校）
- 代代木動畫學院大阪校